# Jules Lavirotte
Jules Aimé Lavirotte (Lione, 25 marzo 1864 – Parigi, 1º marzo 1929) è stato un architetto francese noto soprattutto per gli edifici in stile Art Nouveau che realizzò nel VII arrondissement di Parigi.

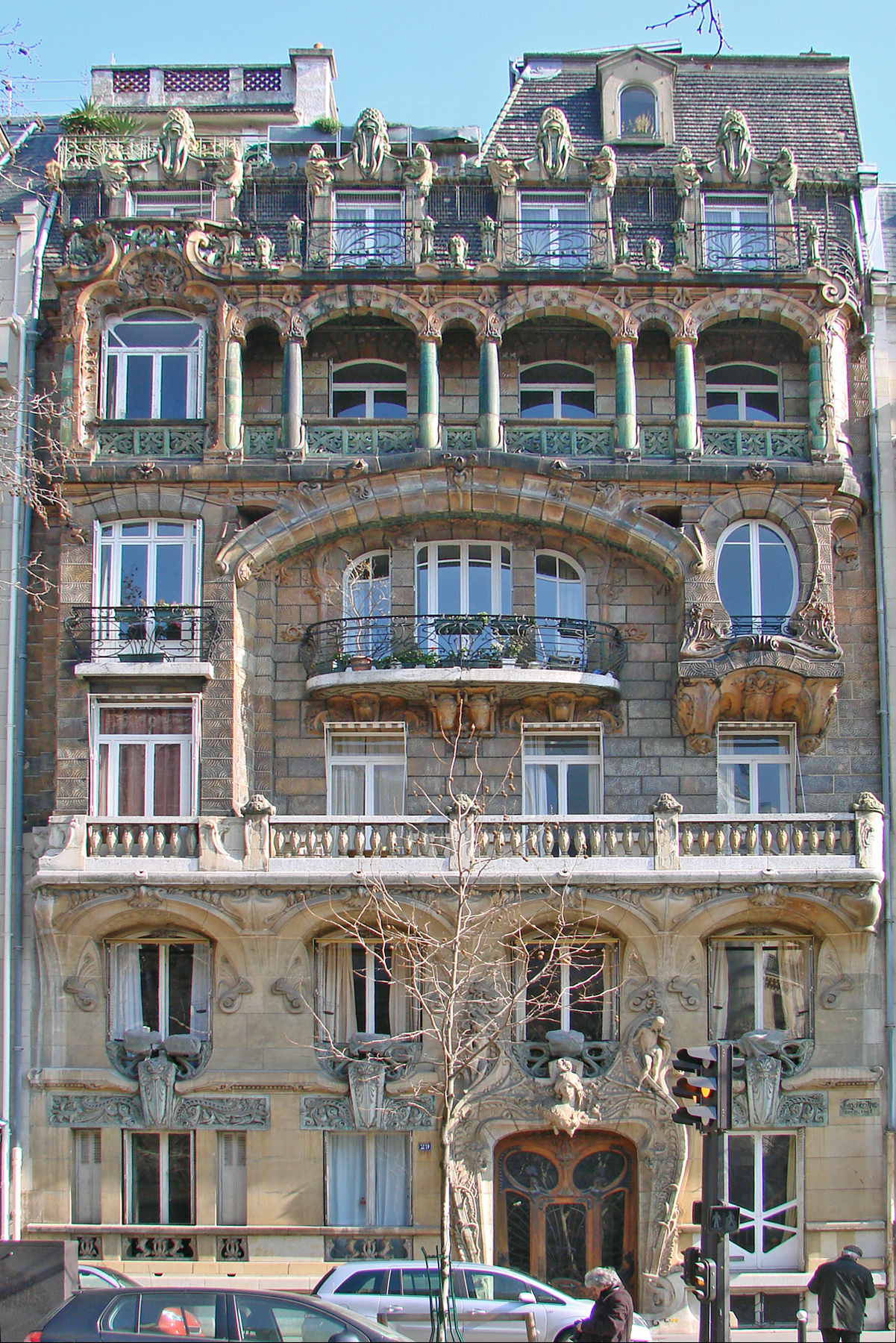
Edificio Lavirotte al 29 Avenue Rapp, 7º arrondissement (1901)

I suoi edifici erano noti per la loro decorazione fantasiosa ed esuberante, e in particolare per l'uso di sculture e piastrelle di ceramica smaltata sulle facciate, realizzate in collaborazione con importanti scultori e il produttore di ceramiche Alexandre Bigot. Venne premiato tre volte dalla città di Parigi per le facciate più originali, per l'edificio Lavirotte al 29 Avenue Rapp (1901), per l'hotel Ceramic, 34 Avenue de Wagram (1904), e per l'edificio al 23 avenue de Messine (VIII arrondissement) nel 1907.

## Biografia
Studiò all'Ecole des Beaux-Arts di Lione, dove fu allievo di Antoine Georges Louvier (1818-1892). Successivamente studiò all'École des beaux-arts di Parigi sotto la guida di Paul Blondel (1847-1897), dove conseguì il diploma di architetto nel 1894.
I primi cinque edifici costruiti da Lavirotte erano tutti nella stessa zona di Parigi, il VII arrondissement. Tre erano molto vicini l'uno all'altro, al 3 place Rapp, al 29 Avenue Rapp e al 12 Rue Sedillot. I primi due edifici beneficiarono della collaborazione di Lavirotte con Alexandre Bigot, un professore di chimica che apportò la tecnologia per realizzare piastrelle di terracotta smaltata, che aveva visto all'Esposizione di Parigi del 1889. La sua ditta fornì la decorazione esterna per gli edifici più famosi di Lavirotte, così come per le opere di altri importanti architetti in stile art Nouveau. Tre dei suoi edifici vennero premiati al concorso per facciate di Parigi, che assegnava premi a diversi edifici ogni anno. Il palazzo Lavirotte  (1901), al 29 di Avenue Rapp, la sua opera più famosa e nota per il suo stravagante portale scolpito, il Ceramic Hotel, al 34 Avenue de Wagram, VIII arrondissement (1904), che presentava anche decorazioni in ceramica di Bigot, e l'edificio al 23 di avenue de Messine nell'VIII arrondissement (1906-1907). I suoi ultimi due grandi edifici parigini, uno accanto all'altro, al 23 di Avenue de Messine e al 6 di rue de Messine, erano in uno stile più sobrio, con decorazioni meno sgargianti, ma con un artigianato raffinato e ornamenti scultorei. Furono le sue ultime opere in stile art nouveau.
Nel 1904 si recò in Tunisia, dove progettò una villa e un castello e restaurò una chiesa nella città di Chaouat. Nel 1906, costruì un esperimento di alloggi a basso costo, un bungalow al 169 di Boulevard Lefebvre nel XV arrondissement (non più esistente). Nel 1907 progettò la villa Dupont, situata in 2 rue Balzac a Franconville, Val-d'Oise, alla periferia di Parigi.
Morì nel 1929 e il suo lavoro fu in gran parte ignorato fino agli anni 1960, quando fu riscoperto lo stile art nouveau. Le sue opere principali sono state dichiarate punti di riferimento storici ed è stato riconosciuto, insieme a Hector Guimard e Henri Sauvage, come una delle maggiori figure dell'art nouveau parigina.

## Elenco degli edifici
- 151 Rue de Grenelle, VII arrondissement (1898)
- 12 Rue Sedillot, VII arrondissement (1899)
- 3 Square Rapp, VII arrondissement (1899)
- 134 Rue de Grenelle, VII arrondissement (1900)
- 29 Avenue Rapp, VII arrondissement (1901)
- Castello di Chaouat (Tunisia, 1904)
- Villa a Chaouat (Tunisia, 1904)
- Restauro della Chiesa di Chaouat (Tunisia, 1904)
- Hotel in ceramica, 34 Avenue de Wagram, VIII arrondissement (1904)
- 169 Boulevard Lefebvre, XV arrondissement (1906)
- 23 Avenue de Messine, VIII arrondissement (1906, piani superiori aggiunti in seguito, eliminando il tetto del giardino di Lavirotte)
- 6 Rue de Messine, VIII arrondissement (1907)
- 2 Rue Balzac, Franconville, Val d'Oise (circa 1907)